# Бекешчаба
Бекешчаба (мађ. Békéscsaba, слч. Békešská Čaba) је значајан град у Мађарској, смештен у југоисточном делу државе. Бекешчаба је управно средиште жупаније Бекеш.
Град има 64.852 становника према подацима из 2008. године.
Бекешчаба је средиште словачке националне мањине у Мађарској.
Један од градова побратима је и Зрењанин.

## Географија
Град Бекешчаба се налази у југоисточном делу Мађарске. Од престонице Будимпеште град је удаљен око 220 километара југоисточно.
Град Бекешчаба се налази у источном делу Панонске низије Град нема реку, али је река Кереш близу — 10 км северније. Клима у граду је умерено континентална.

## Историја
Први трагови људског насеља на територији Бекешчабе везани су за праисторију. Ту су живели Скити, Келти и Хуни.
Године 1330. село под именом Чаба први пут је споменуто, али у наредним вековима ово насеље није имало важнију улогу. У 16. веку Бекешчаба пада под Османлије и ускоро била напуштена. у ово време долази до процвата калвинизма у околини.
Године 1693. Леополд I Хабзбуршки ослобађа Бекешчабу турске власти и град ускоро добија градска права. Са хабзбуршком влашћу враћа се и католичка црква. Град у 18. веку се развија и постаје важно културно, привредно и управно средиште.
Током Револуције 1848-49. Бекешчаба није имала значајну улогу, па није значајније страдала. После Револуције град се брзо подигао и убрзо добио железничку везу са Будимпештом 1858. године. Такође, у ово време подигнуте су многе нове грађевине, а град се и бројчано повећавао.
После Првог светског рата Бекешчаба се прво нашла у власти румунске војске (1919. г.), а после враћања новооснованој мађарској републици град постаје погранични што успорава развој града. Током друге половине века град је доживео поново развој и раст становништва. Током протеклих година транзиције, због неповољног положаја на граници са слабије развијеним суседом, град је доживео дубљу кризу него други градови у држави.

## Становништво
По процени из 2017. у граду је живело 59.732 становника.
| 1990.  | 2001.  | 2011.  | 2017.  |
| ------ | ------ | ------ | ------ |
| 67.609 | 67.664 | 62.050 | 59.732 |

Становништво Бекешчабе махом чине махом Мађари (92%), али су у граду присутни и Словаци (6%). Некадашње бројно јеврејско становништво нестало је у Другом светском рату.

### Вероисповест
По вероисповести Бекешчаба је веома хетерогена:
- католици — 24,2% (махом мађарско порекло)
- лутерани — 20,5% (махом словачко порекло)
- калвинисти — 10,9% (само мађарско порекло)
- други — 2,1% (махом остали хришћани)
- атеисти — 30,5%

## Партнерски градови
- Тренчин
- Бејуш
- Салонта
- Лутерштат Витенберг
- Микели
- Скочов
- Пенза
- Зрењанин
- Одорхеју Секујеск
- Ужгород

## Галерија
- Градска гимназија
- Католичка катедрала
- Лутеранске цркве
- Градско позориште